# Priključitev Krima v Rusko carstvo
Ruski imperij si je na 19. april [J.K. 8. april] 1783 priključil ozemlje Krima, ki je bilo dotlej neodvisen Krimski kanat. Obdobje pred priključitvijo je zaznamovalo rusko vmešavanje v krimske zadeve, vrsta uporov krimskih Tatarov in neodločnost Osmanskega cesarstva, po priključitvi pa deportacija in izgon krimskih Tatarov ter naseljevanje Rusov. Aneksija je začetek 134 let vladavine Ruskega imperija, končala pa se je z rusko revolucijo leta 1917.

## Predigra

### Neodvisni Krim (1774–76)
Preden je Rusija v rusko-turški vojni 1768–1774 premagala Osmansko cesarstvo, je kanat, v katerem so večinoma živeli krimski Tatari, bil del Osmanskega cesarstva. V pogodbi Küçük Kaynarca, ki je bila rezultat te vojne, je bilo Otomansko cesarstvo prisiljeno odstopiti suverenost nad kanatom in dopustiti, da postane neodvisna država pod ruskim vplivom. Tatari na Krimu niso imeli želje po neodvisnosti in so bili čustveno močno navezani na Osmansko cesarstvo. Dva meseca po podpisu pogodbe je vlada kanata poslala poslance v Carigrad s prošnjo, naj »izničijo pogoje neodvisnosti«. Poslanci so izjavili, da glede na to, da se ruske čete nahajajo na Krimu v Jeni-Kaleju in Kerču, o neodvisnosti kanata ni mogoče govoriti. Kljub temu so Osmansko cesarstvo to zahtevo ignoriralo, ker sporazuma z Rusijo ni želelo kršiti. V neredu, ki je sledil turškemu porazu, je tatarski voditelj Devlet Geraj ob podpisu pogodbe zavrnil premirje. Med vojno z Rusi na Kubanu je prešel čez Kerško ožino na Krim in zasedel mesto Kaffa (današnja Feodozijo). Devlet je nato zasedel krimski prestol in izločil iz tekme Šahina Geraja. Kljub njegovim protiruskim korakom ga je ruska carica Katarina Velika prepoznala za Kana.
Hkrati pa je za ta položaj pripravljala svojega favorita Šahina Geraja, ki je bival na njenem dvoru. Vladavina Devleta je sčasoma postala nevzdržna. Julija 1775 je v Carigrad poslal skupino odposlancev, da se pogajajo o ponovnem pristopu Krimskega kanata k Osmanskemu cesarstvu. Ta korak bi bil v nasprotju s pogodbo Küçük Kaynarca, ki bi jo Carigrad moral preklicati. Slavni diplomat Ahmed Resmî Efendi, ki je pomagal pri pripravi pogodbe, kanatu ni bil pripravljen na noben način pomagati, ker ni hotel začeti nove katastrofalne vojne z Rusijo. Carica Katarina je novembra 1776 ukazala napad na Krim. Njene sile so hitro prevzele nadzor nad Perekopom na dostopu na polotok. Januarja 1777 je Šahin Geraj, ki ga je podpirala Rusija, čez Kerško ožino, prešel na Krim, precej podobno kot je to storil Devlet. Zavedajoč se svojega bližajočega se poraza, se je Devlet odrekel prestolu in pobegnil v Carigrad. Šahina Geraja so kot lutko ustoličili na kanov prestol, kar je razjezilo muslimansko prebivalstvo polotoka. Ko je zvedel to novico, je osmanski sultan Abdul Hamid I. izjavil, da je »Šahin Geraj orodje. Cilj Rusov je zavzeti Krim.«  Šahin, član vladajoče hiše Geraj, je poskušal z vrsto reform "posodobiti" Kanat. Med drugim je šlo za centralizacijo oblasti v kanove roke, in podobno kot v Rusiji vzpostavitev »avtokratske« vladavine. Dotlej so si moč delili vodje klanov. Skušal je tudi uvesti državno obdavčitev, vpoklicano in centralizirano vojsko in nadomestiti tradicionalni osmanski pravni sistem, ki temelji na veri, s civilnim pravom. Krimsko prebivalstvo je te reforme, katerih cilj je bil porušiti stari osmanski red, zavračalo.

### Krimski upori (1777–82)
Na ukaz carice Katarine je Šahin dovolil Rusom, da se naselijo na polotoku, kar je avtohtono prebivalstvo še dodatno razburilo. Skupino teh naseljencev so poslali v Jeni-Kale, ki je po ustoličenju Šahina ostal pod ruskim nadzorom. Lokalni prebivalci so se združeno uprli Šahinu, da bi preprečili priseljevanje Rusov. Poslal jim je nasproti je novo naborniško vojsko, ki pa je prestopila k upornikom. Upor se je razširil po polotoku in uporniške sile so napredovale proti Šahinovi palači v Bahčisaraju. Med uporom so izgnani Krimljani v Carigradu pritiskali na osmansko vlado. Zaradi pritiskov je vlada na Krim poslala floto, ki naj bi pomagala ohraniti pogodbo Küçük Kaynarca. Rusija pa je hitreje ukrepala. Ruske sile so prispele v Jeni-Kale februarja 1778 in še pred prihodom osmanske flote zatrle upor. Ko je osmanska flota marca pristala, je lahko samo ugotovila, da upornikov, ki naj bi jih podprla, ni več. Imela je kratek spopad z rusko vojno mornarico pred Akitarjem (sodobni Sevastopol), vendar se je bila "prisiljena" umakniti. Šahin je bil ponovno postavljen za kana. Manjši spopadi med osmansko in rusko vojno mornarico so se nadaljevali do oktobra 1778, ko se je osmanska flota poražena vrnila v Carigrad.
Naslednja leta se je Šahin še naprej  skušal z reformami. Podpore njegovemu reformnemu programu je bilo malo, resno pa jim je škodila odločitev carice Katarine, da krimskopontske Grke preseli ven iz kanata na severno obalo Azovskega morja. Ta krščanska skupnost je bila bistveni del krimskega trgovskega razreda in zagret zagovornik Šahinovih reform. Ta selitev je občutno škodovala krimskemu gospodarstvu in še dodatno oslabila položaj kana. Osmansko cesarstvo je ob priznanju poraza na Krimu v začetku leta 1779 podpisalo konvencijo Aynali Kavak. Turki so z njo sprejeli Sahina kot krimskega kana, obljubili nadaljnje posredovanje na Krimu in priznali, da je Krim pod ruskim vplivom. Prebivalstvo Krima ni moglo več pričakovati podpore od Carigrada. Šahinove reforme so se nadaljevale in korak za korakom odstranjevale Tatare s političnih položajev. Krim je za kratek čas doživel mir. 
Nov upor, ki ga je sprožila nenehna marginalizacija Tatarjev v vladi kanata, se je začel leta 1781.  Različni voditelji klanov in njihove sile so se zbrali v Tamanu onkraj Kerške ožine. Aprila 1782  je velik del Šahinove vojske prešel k upornikom in se jim pridružil v Tamanu. Prišlo je do stikov z voditelji upornikov, med drugim med bratoma Šahina in krimsko upravno elito. Verski (ulama) in pravni (kadı) uradniki, pomembni deli starega osmanskega reda, so odkrito izrazili svoj odpor proti Šahinu. Uporniki so hitro porazili Šahinove sile in prisiljen je bil pobegniti v Kerč pod rusko kontrolo. Voditelji upornikov so za Kana izvolili Šahinovega brata Bahadıra Geraja in osmanski vladi poslali prošnjo, da naj ga prizna. Carica Katarina pa je nemudoma poslala kneza Grigorija Potemkina na Krim, da Šahina vrne na oblast. Proti Rusom ni bilo nobenega pomembnega odpora in mnogi uporniki so zbežali čez ožino Kerč nazaj. Kan je bil tako  oktobra 1782 ponovno zasedel svoj prestol. Pri tem pa je izgubil naklonjenost tako prebivalcev Krima kot tudi carice Katarine. V pismu ruskemu svetovalcu Šahinu je Katarina zapisala: "Prenehati mora s tem šokantnim in grobim ravnanjem in nehati mora jim [Krimčanom] dajati razloge za nov upravičeni upor."  Ko so ruske čete prišle na polotok, so se začele z izgradnjo črnomorskega pristanišča za potrebe carstva. Mesto Akitar so izbrali za dom nove Črnomorske flote. Negotovost glede vprašanja, ali ima še smisel dalje podpirati Šahina Geraja, pa je nagibala tehtnico vedno bolj k priključitvi Krima, ki jo je zagovarjal knez Potemkin.

## Priključitev (1783)
Marca 1783 je knez Potemkin retorično spodbudil carico Katarino, da naj priključi Krim. Po vrnitvi s Krima ji je sporočil, da se bodo številni prebivalci Krima "z veseljem" podredili ruski vladavini. Spodbujena s to novico, je carica Katarina na 19. april [J.K. 8 April] 1783 proklamirala aneksijo polotoka. Tatari se priključitvi niso upirali. Po letih prevratov in pretresov so imeli premalo možnosti in volje za nadaljnje  boje. Veliko jih je s polotoka pobegnilo in odšlo v Anatolijo. Grof Aleksander Bezborodko, takratni tesni svetovalec carice, je v svoj dnevnik zapisal, da je bila Rusija prisiljena priključiti Krim:
Porta že od samega začetka ni ravnala v  dobri veri. Njihov glavni cilj je bil Krimčanom odvzeti neodvisnost. Izgnali so zakonitega hana in ga zamenjali s tatinskim Devletom Gerajem. Ves čas so bili proti evakuaciji Tamana. Na Krimu so perfidno podpirali številne poskuse upora proti zakonitemu kanu Šahinu Geraju. Vsa ta prizadevanja nas niso pripeljala tako daleč, da bi napovedali vojno... Porta je nenehno podpirala tudi najmanjši kanček upora Tatarov... Naša edina želja je bila, da bi na Krimu zavladal mir... in Turki so nas končno prisilili, da smo območje anektirali.
 Ta pogled je bil daleč od resničnosti. Krimska "neodvisnost" je bila marionetni režim, Carigrad pa v krimskih uporih ni igral kake posebne vloge. Krim so v carstvo priključili kot Tavridsko oblast. Kasneje istega leta je Osmansko cesarstvo z Rusijo podpisalo sporazum, v kateri je priznalo izgubo Krima in drugih ozemelj kanata. Za ta sporazum, podpisan 28. decembra 1783, se je pogajal ruski diplomat Jakov Bulgakov.